# Les Côteaux (Haïti)
Les Côteaux (Koto en créole) est une commune d'Haïti située sur la Côte sud du pays dans le département du Sud et constitue le chef-lieu de l'arrondissement des Côteaux.

## Démographie
La commune est peuplée de 19 372 habitants(recensement par estimation de 2009).

## Histoire
La paroisse des Côteaux est créée en 1752, sous le patronage de saint Pierre, à l'époque de la colonisation française en Haïti. Elle était une annexe de l'église du quartier des Anses. À l'époque, elle était une partie du quartier de milice du Cap-Tiburon. Maintenant, son nom est Côteaux.

## Administration
La commune est composée des sections communales de :
- Quentin (première section)
- Despas (deuxième section)
- Condé (troisième section)

N.B.-« Damassin » est un quartier de la première section de Quentin.

## Économie
La ville des Côteaux développe la culture du café et du citron vert.

## Personnages célèbres
- Laurent Férou (1765-1807), officier, acteur de la révolution haïtienne